# El Farró
|  | Per a altres significats, vegeu «Farró». |

El Farró és un nucli del barri de nova creació el Putxet i Farró, a la part més oriental del districte de Sarrià - Sant Gervasi de la ciutat de Barcelona. Abans del 2007 aquest barri estava administrativament separat del Putxet. Està ubicat entre la Vila de Gràcia a l'est, Vallcarca al nord-est, el Putxet al nord i Sant Gervasi de Cassoles al sud i a l'oest.
Rep el seu nom de Silvestre Farró, que a principis del segle xix hi construí les primeres cases, amb façana al carrer de les Santjoanistes; urbanitzà el tros de carrer entre el de la Gleva i el de Camps i Fabrés i hi posà el seu nom, així aquest tram dugué el nom de Farró fins als 1929. Tot i això, no es començà a conformar el barri fins cap al 1850, quan Joaquim Ferrer i Mandri urbanitzà set mujades de terra (una mujada és una superfície de terreny d'aproximadament 49 àrees) que tenia en aquest sector, convertint-lo en el segon nucli de Sant Gervasi (el primer, més antic, era situat al voltant del carrer de Sant Gervasi i la Bonanova).
Els seus límits són:
- Al nord, la Ronda del Mig o ronda del General Mitre.
- Al sud, la Via Augusta, de la intersecció amb l'avinguda de la Riera de Cassoles fins a la intersecció amb el carrer de Balmes.
- A l'est, l'avinguda de la Riera de Cassoles.
- A l'oest, el carrer de Balmes.

És un barri residencial i familiar on hi ha unes quantes botigues. Tot i així, al carrer de Pàdua hi ha una considerable activitat comercial. Socialment és considerat el barri amb la població més envellida del districte, una població amb una majoria veïnal pertanyent al grup social de la classe alta i benestant. El centre històric es troba a la plaça de Mañé i Flaquer, abans anomenada plaça de la Creu, i als carrers del voltant.
La majoria de carrers són estrets i alguns són per a ús preferent dels vianants. A més el sector també compta amb alguns passatges arbrats de cases adossades, com ara el de Sant Felip o el de Mulet. Abans al barri hi abundaven les torres d'estil modernista destinades a l'estiueig de la burgesia barcelonina (quan Barcelona es limitava a la Ciutat Vella), la majoria substituïdes per pisos amb l'excepció d'unes quantes com ara les del passatge de Mulet o del carrer de Puig-reig.

## Persones il·lustres
- Mercè Rodoreda i Gurguí: (1908-1983) escriptora.[4]